# Center Point (Iowa)
Center Point è una città degli Stati Uniti d'America, situata nello Stato dell'Iowa, nella contea di Linn.